# Asystasia mysorensis
Asystasia mysorensis é uma planta espécie de planta comestível da família Acanthaceae, encontrada em África. Ela é usada como um vegetal e forragem para animais.